# Adrian Catrinoi Cornea
Adrian Catrinoi Cornea (* 11. Mai 1979 in Gheorgheni) ist ein rumänischer Eishockeytorhüter, der seit 2002 erneut bei Steaua Bukarest in der rumänischen Eishockeyliga unter Vertrag steht.

## Karriere

### Club
Adrian Catrinoi Cornea begann seine Karriere bei Steaua Bukarest, für den er in der Spielzeit 1999/2000 in der rumänischen Eishockeyliga debütierte. Nachdem er 2001/02 für den CS Progym Gheorgheni aus seiner Geburtsstadt gespielt hatte, kehrte er 2002 zum Hauptstadtklub zurück, für den er seither im Kasten steht. Mit Steaua wurde er 2003, 2005 und 2006 rumänischer Meister und gewann 2004, 2005, 2008 und 2011 den Pokalwettbewerb. Mehrere Jahre spielte er mit Steaua auch in der multinationalen MOL Liga.

### International
Für Rumänien nahm Catrinoi Cornea im Juniorenbereich jeweils an der U18-B-Europameisterschaft 1996 und der U18-C-Europameisterschaft 1997, als er zum besten Spieler seiner Mannschaft gewählt wurde, sowie der U20-D-Weltmeisterschaft 1999 teil.
Erstmals zum Kader der Herren-Nationalmannschaft gehörte er bei der Weltmeisterschaft 2003, als er in der Division I aber nicht eingesetzt wurde. Zu seinen ersten WM-Einsätzen kam er 2005, als er mit seinem Team aus der Division I abstieg. Anschließend spielte er bei den Titelkämpfen 2006, 2008, als er nach seinem Landsmann Szabolcs Molnár die zweitbeste Fangquote und den zweitgeringsten Gegentorschnitt erreichte, 2010, 2011, als er erneut die zweitbeste Fangquote und den zweitgeringsten Gegentorschnitt des Turniers, diesmal jeweils nach dem Kroaten Mate Tomljenović, aufwies, und 2015 in der Division II. Nach zwischenzeitlichen Aufstiegen trat er 2007, 2012, 2013 und 2014 in der Division I an.
Zudem vertrat er seine Farben bei den Qualifikationsturnieren für die Olympischen Winterspiele 2006 in Turin, 2010 in Vancouver und 2014 in Sotschi.

## Erfolge
- 2003 Rumänischer Meister mit dem CSA Steaua Bukarest
- 2004 Rumänischer Pokalsieger mit dem CSA Steaua Bukarest
- 2005 Rumänischer Meister und Pokalsieger mit dem CSA Steaua Bukarest
- 2006 Rumänischer Meister mit dem CSA Steaua Bukarest
- 2006 Aufstieg in die Division I bei der Weltmeisterschaft der Division II, Gruppe A
- 2008 Aufstieg in die Division I bei der Weltmeisterschaft der Division II, Gruppe A
- 2011 Rumänischer Pokalsieger mit dem CSA Steaua Bukarest
- 2011 Aufstieg in die Division I bei der Weltmeisterschaft der Division II, Gruppe B
- 2015 Aufstieg in die Division I, Gruppe B, bei der Weltmeisterschaft der Division II, Gruppe A